# Donaucommissie
De Donaucommissie is een intergouvernementele organisatie aangaande de scheepvaart op de Donau. De organisatie heeft tot doel de vrije scheepvaart op de Donau te garanderen, conform met de belangen en soevereine rechten van de oeverstaten, evenals het aanhalen van de economische en culturele banden tussen de lidstaten en derde landen.
De lidstaten verbinden zich ertoe hun deel van de rivier bevaarbaar te houden, om de nodige werkzaamheden uit te voeren om dit te verzekeren en te verbeteren en de scheepvaart niet te hinderen. Bovendien is de organisatie belast met het scheppen van een adequaat technisch en juridisch kader voor de scheepvaart op de Donau.
De organisatie is niet te verwarren met de Internationale Commissie ter Bescherming van de Donau, opgericht in 1998, die zich voornamelijk bezighoudt met de bescherming van de water- en omgevingskwaliteit van de Donau.
De organisatie telt elf lidstaten:
- Duitsland
- Oostenrijk
- Bulgarije
- Kroatië
- Hongarije
- Moldavië
- Roemenië
- Rusland
- Servië
- Slowakije
- Oekraïne

Vier staten zijn observerend lid:
- Frankrijk
- Turkije
- Nederland
- Tsjechië

De zetel ligt sinds 1954 in Boedapest, in Hongarije. De officiële talen zijn het Duits, het Frans en het Russisch.
Elk land heeft één vertegenwoordiger waaruit een voorzitter, een vicevoorzitter en een secretaris worden gekozen voor een periode van drie jaar. Een secretariaat, geleid door de algemeen directeur, is belast met de gespecialiseerde dossiers.

## Europese Donaucommissie
Bij het Verdrag van Adrianopel van 1829 moest de sultan het gebied afstaan aan de Russische tsaar. Deze beloofde vrije doorvaart over de Donau, zoals afgesproken op het Congres Van Wenen in 1815. Maar de Russen wilden toch wel graag iets verdienen aan die doorvaart en gingen steeds meer de graanschepen naar West-Europa leiden via de Sulina, die daarvoor te ondiep was zodat de vracht moest worden overgeladen op binnenvaarders. Dat leverde werk en geld op.
De voorloper van de huidige Donaucommissie, de Europese Donaucommissie, werd opgericht bij de Vrede van Parijs (1856), die een einde maakte aan de Krimoorlog. Deze commissie heeft tot 1938 bestaan.

## Internationale Donaucommissie
De huidige Internationale Donaucommissie ontstond op de Conferentie van Belgrado van 18 augustus 1948 handelend over de scheepvaart op de Donau. Het verdrag werd ondertekend door Bulgarije, Hongarije, Roemenië, Tsjechoslowakije, Oekraïne, de Sovjet-Unie en Joegoslavië en trad in werking op 11 mei 1949.